# Conill de les Davis
El conill de les Davis (Sylvilagus robustus) és una espècie de conill del gènere Sylvilagus. Alguns autors la consideren una subespècie de S. floridanus (el conill de Florida). Viu al sud dels Estats Units i el nord de Mèxic.